# تارزون: شرم جنگل
تارزون: شرمِ جنگل (فرانسوی: Tarzoon, la honte de la jungle‎) فیلم انیمیشن کمدی بزرگسالان محصول مشترک فرانسه و بلژیک در سال ۱۹۷۵ است. فیلم که بوریس زولزینگر و پیچا آن را کارگردانی کرده‌اند تقلیدی هجوآمیز از فیلم تازان: مرد گوریلی (۱۹۳۲) و داستان تارزان کاری از ادگار رایس باروز است و اولین انیمیشن خارجی بود که رتبه X را در ایالات متحده دریافت کرد.
در سال ۱۹۷۹ این فیلم در آمریکا با درخواست صاحب امتیاز آثار، باروز، چون ماهیت فیلم باعث تحقیر نام تارزان می‌شد با تغیر نام شخصیت اصلی فیلم به تارزون، تغییر دیالوگ‌ها به وسیلهٔ آنه بیتز و مایکل اداناهیو نویسندگان برنامه پخش زندهٔ شنبه شب بازنویسی، توسط جان بلوشی، جانی ویزمولر جونیور و بیل مری و چندی دیگر دوبله و به نمایش درآمد.

## خلاصه داستان
شرم، مرد میمونی جنگل، وقتی همسرش جون، توسط گروهی آلت تناسلی غول‌پیکر ربوده می‌شود، وحشت زده می‌شود. آنها جون را نزد ملکه خود بازونگا، زنی کچل با چهارده سینه می‌برند. شرم پس از درگیر شدن با گروهی از شکارچیان بزرگ سفیدپوست، یک شیر غارتگر و مردان مولار، با تنها دوست وفادارش فلیکا، به نجات جون می‌شتابد …

## بازیگران
| شخصیت                 | فرانسوی       | انگلیسی              |
| --------------------- | ------------- | -------------------- |
| شرم (تارزون)          | ژرژ امینل     | جانی وایسمولر جونیور |
| جون                   | آرلت توماس    | امیلی پراگر          |
| ملکه بازونگا          | پائول امانوئل | پت برایت             |
| رئیس ام بولو          | کلود برتراند  | کریستوفر مهمان       |
| چارلز از چاله شماره ۱ | پیر ترابو     | برایان دویل موری     |
| چارلز از چاله شماره ۲ | راجر کارل     | اندرو دانکن          |
| کوتاه                 | راجر کارل     | کریستوفر مهمان       |
| پروفسور سدریک ادلپیت  | گای پیرالد    | گای سورل             |
| پرستار                | لیتا ریسیو    | ریستوفر گست          |
| بی رحمان              | مارک دو جورجی | آدولف سزار           |
| خبرنگار               | فیلیپ دومات   | بیل موری             |
| استلا استارلت         | لارنس بدی     | جودی گرابارت         |
| راوی                  | برنارد دهران  | باب پری              |

## رسانهٔ خانگی
در سال ۱۹۷۹ این فیلم توسط شرکت Media Home Entertainment بر روی سیستم ویدئوی خانگی و سپس در ۳۱ ژانویه ۲۰۱۱ توسط شرکت Lace DVD در قالب آنامورفیک در بریتانیا منتشر شد.